# فرناندوی دوم، پادشاه آراگون
فرناندوی دوم ملقب به فرناندوی کاتولیک (زادهٔ ۱۰ مارس ۱۴۵۲ – درگذشتهٔ ۲۳ ژانویه ۱۵۱۶) پادشاه آراگون بین سال‌های ۱۴۷۹ تا ۱۵۱۶ میلادی، پادشاه تاج کاستیا شامل پادشاهی‌های کاستیا و لئون (با عنوان فرناندوی پنجم و به‌طور مشترک با ملکه ایزابل یکم) از ۱۴۷۴ تا ۱۵۰۴ میلادی، پادشاه سیسیل (با عنوان فردیناندوی دوم) از ۱۴۶۸ تا ۱۵۱۶ میلادی و پادشاه ناپل (با عنوان فردیناندوی سوم) از ۱۵۰۴ تا ۱۵۱۶ میلادی بود. او با ایزابل کاستیا ازدواج کرد و آن دو با هدف مدرن‌سازی کاستیا تمامی مذاهب به‌جز کاتولیک رومی را ممنوع کرده و در سال ۱۴۹۲ میلادی دست به اخراج یهودیان زدند. فتح گرانادا امکان حمایت از سفرهای اکتشافی کریستف کلمب را برای فرناندو و ایزابل امکان‌پذیر ساخت و او دنیای جدید را کشف نمود.
در دوران حکومت فرناندو و ایزابل قدرت پادشاه افزایش یافت، نجبا و پارلمان محدود شدند و کلیسا به‌عنوان ابزاری برای مقاصد سیاسی مورد استفاده قرار گرفت. فرناندو در صدد گسترش قلمرو خود بود و او با متحد ساختن پادشاهی‌های اسپانیا و ایجاد اسپانیایی یکپارچه، آن کشور را وارد عصر جدیدی از توسعهٔ امپریالیستی نمود.

## زندگی

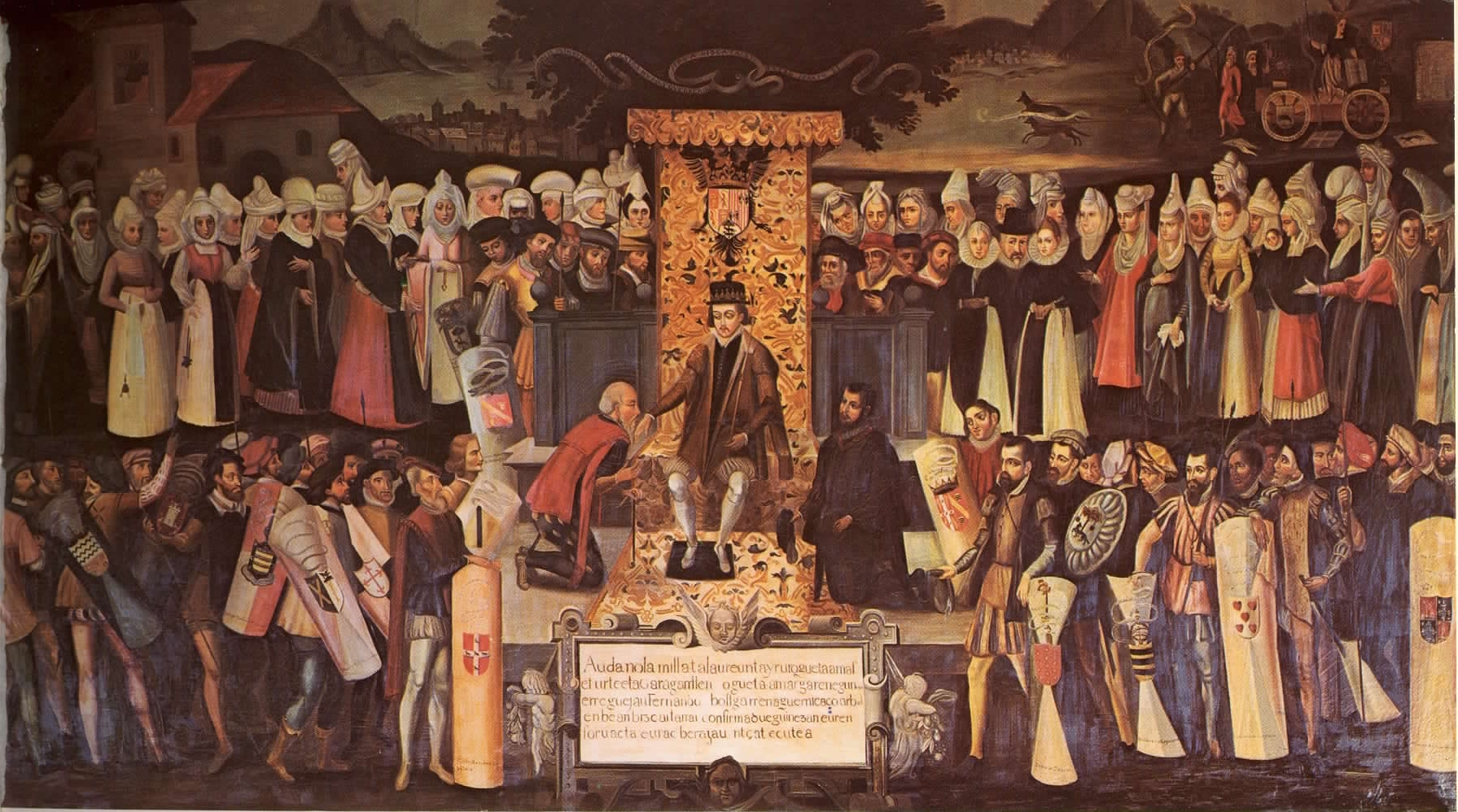
فرناندوی کاتولیک در سال ۱۴۷۶ در گرنیکا به پروردگار خود سوگند یاد کرد

فرناندو پسر خوآن دوم، پادشاه آراگون بود و پدرش در زمان حیات خود پادشاهی سیسیل را به او بخشید. در ۱۴۶۹ فرناندو به منظور اتحاد دو پادشاهی آراگون و کاستیا با ایزابل یکم ازدواج کرد و در ۱۴۷۴ با عنوان فرناندو پنجم و به‌طور مشترک با ایزابل به فرمانروایی کاستیا رسید. خوان دوم، پدر فرناندو در ۱۴۷۹ درگذشت و او با عنوان فرناندو دوم بر تخت پادشاهی آراگون نشست. در این زمان تمامی اسپانیا به‌جز پادشاهی گرانادا به‌صورت متحد درآمده بود، پس زوج سلطنتی فرناندو و ایزابل که به فرمانروایان کاتولیک شهرت یافته بودند، تمام تلاششان را بر این گذاشتند تا این اتحاد را کامل سازند. کوشش‌های آنان نتیجه‌بخش بود و سرانجام گرانادا نیز در ۱۴۹۲ به‌دست آنان افتاد و اسپانیای واحد شکل گرفت.
فرناندو و ایزابل خواهان مدرن‌سازی کاستیا بودند و به‌عنوان بخشی از کوشش‌هایشان در این زمینه، تمامی مذاهب به جز مسیحیت کاتولیک رومی را ممنوع ساختند. در نتیجهٔ این فرمان آنها دادگاه‌های تفتیش عقاید (انگیزاسیون) در ۱۴۷۸ شکل گرفت و در ۱۴۹۲ تمامی یهودیانی که حاضر به پذیرش مسیحیت نشده بودند از خاک اسپانیا اخراج شدند. اما این کار تأثیرات منفی خودش را داشت و اسپانیا از یکی از جوامع با ارزش فرهنگی و اقتصادی خود محروم شد. آنها سپس حکم به اخراج مورها در ۱۵۰۲ دادند که تأثیراتش کمتر از اخراج یهودیان بود زیرا بسیاری از مورها به گرویدن به مسیحیت تظاهر کرده و در اسپانیا باقی‌ماندند.
حکومت فرناندو و ایزابل درعین حال نقشی تأثیرگذار در تاریخ جهان و اسپانیا داشت. در ۱۴۹۲ کریستف کلمب با حمایت آنها سفرهای اکتشافی خود را آغاز کرد و توانست دنیای جدید را کشف نماید. در ۱۴۹۴ پیمان توردسییاس بین اسپانیا و امپراتوری پرتغال منعقد شد که به موجب آن این دو کشور اروپایی، جهان غیر کاتولیک را بین خود تقسیم کردند. از سوی دیگر فرناندو که علاقه‌مند به مسائل منطقهٔ مدیترانه بود بر سر ادارهٔ شبه‌جزیره ایتالیا با فرانسه وارد جنگ شد و دوران جنگ‌های ایتالیا آغاز گردید. در ۱۵۰۴ ژنرال گونزالو فرناندز دو کوردوبا موفق به فتح پادشاهی ناپولی شد و فرناندو با عنوان فردیناندوی سوم به پادشاهی آن سرزمین رسید.
فرناندو در ۱۵۰۸ به اتحاد کامبرای علیه جمهوری ونیز و در ۱۵۱۱ به اتحاد مقدس علیه پادشاهی فرانسه پیوست و در ۱۵۱۲ موفق شد تا بیشتر خاک پادشاهی ناوار را ضمیمهٔ قلمرو خود کند.
ایزابل وصیتش را در اکتبر ۱۵۰۴، قبل از مرگش نوشت. در این وصیت او سرنوشت تاج و تخت بعد از خودش را مشخص کرد، آن را به خوآنا و پس از او به کارلوس، پسر خوآنا، سپرد. ایزابل به توانمندی خوآنا در امر حکمرانی اعتماد نداشت و نیز نسبت به همسر او فیلیپ یکم اعتمادی نداشت. پس از مرگ ایزابل در ۱۵۰۴، فرناندو نایب‌السلطنهٔ دخترش خوانا شد. در ۱۵۰۶ فیلیپ یکم، همسر خوآنا به پادشاهی کاستیا رسید اما در همان سال درگذشت. همین موضوع سبب شد تا فرناندو تا پایان عمرش به نقش نایب‌السطنه‌ای خود در کاستیا، نخست به نام دخترش خوآنا که دیوانه شد و پس از آن به نام نوه‌اش شارل (بعدتر شارلکن (کارل پنجم)، امپراتور مقدس روم) ادامه دهد.
فرناندو پس از مرگ همسرش سریعاً دست بکار شد تا سلطه خودش را محکم سازد. در همان روز مرگ همسرش به‌طور رسمی لقب پادشاه را از خود برداشت و خود را نایب السلطنه نامید تا راه برای سلطنتش باز باشد.
در دوران حکومت فرناندو و ایزابل قدرت پادشاه افزایش یافت، نجبا و پارلمان محدود شدند و کلیسا به‌عنوان ابزاری برای مقاصد سیاسی مورد استفاده قرار گرفت. بسیاری از سیاست‌های فرناندو تأثیراتی طولانی‌مدت داشت از جمله اخراج یهودیان و مسلمان از اسپانیا که پس از آن در شمال آفریقا ساکن شدند، جستجو برای طلاهای آمریکا و تبدیل زمین‌های وسیع کشاورزی به چراگاه به‌منظور توسعهٔ صنعت پشم‌ریسی. اسپانیا در زمان فرناندو دوم به یکی از قدرت‌های دریایی منطقه در اقیانوس اطلس بدل شده بود و تجارت اروپا را دستخوش تغییرات اساسی نمود.

## قراردادهای اجباری

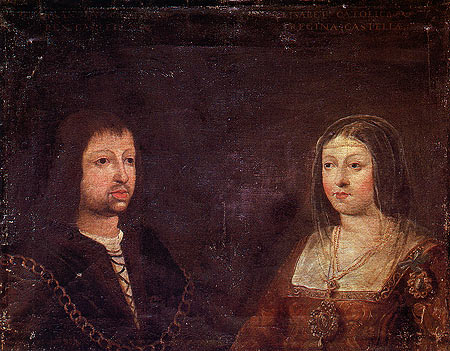
فرناندو و ایزابل در مراسم ازدواج

در سال ۱۵۰۲ فرناندو پیمان گرانادا (۱۴۹۱) را نقض کرد. او فرناندو مذهب برای مسلمانان مدجن را که قبلاً تضمین شده بود لغو کرد. او تمامی مسلمانان در کاستیا و آراگون را مجبور کرد که یا به مذهب کاتولیک بگروند یا به تبعید بروند. برخی از مسلمانانی که باقی مانده بودند صنعتگران مودجار بودند، که می‌توانستند به سبک مورها طراحی و ساخت کنند. این امر همچنین توسط تفتیشگران اسپانیایی درمورد جمعیت یهودی مارانو اسپانیا انجام شد. معمار اصلی تفتیش عقاید اسپانیا پادشاه فرناندو دوم بود.

## بعد از ایزابل
ایزابل پیش از مرگش در ۲۶ نوامبر ۱۵۰۴ وصیت‌نامه خود را در ۱۲ اکتبر ۱۵۰۴ نوشت. وی در آن جانشینی تاج کاستیا را بیان کرد و آن را به دخترش خوآنا و سپس شارلکن پسر خوآنا سپرد. ایزابل به توانمندی خوآنا در حکمرانی مشکوک بود و به شوهر خوآنا، فیلیپ زیبا، نیز اطمینان نداشت.

## درگذشت
فرناندو در ۱۵۱۶ درگذشت و میراث او برای نوه‌اش، اسپانیایی واحد به‌علاوهٔ ناپل، سیسیل، ساردینی و مستعمرات ماورای دریاهای اسپانیا بود.